# Понт-Одеме (кантон)
Понт-Одеме (фр. Pont-Audemer) — кантон во Франции, находится в регионе Нормандия, департамент Эр. Входит в состав округа Берне.

## История
До 2015 года в состав кантона входили коммуны Кампиньи, Коллето, Коревиль-сюр-Риль, Ле-Прео, Манвиль-сюр-Риль, Понт-Одеме, Сель, Сен-Жермен-Вилаж, Сен-Мар-де-Блакарвиль, Сен-Симфорьен, Триквиль, Турвиль-сюр-Понт-Одеме, Тутенвиль и Фурмето.
В результате реформы 2015 года состав кантона был изменен. В его состав был включен упраздненный кантон Монфор-сюр-Риль.
1 января 2018 года коммуна Сен-Жермен-Вилаж вошла в состав коммуны Понт-Одеме; коммуна Тувиль вошла в состав коммуны Тенувиль кантона Гран-Буртрульд.
1 января 2019 года коммуны Сен-Тюрьен, Сент-Уан-де-Шам кантона Бурк-Ашар и Фурмето кантона Понт-Одеме образовали новую коммуну Ле-Перре, с 6 марта 2020 года перешедшую в кантон Понт-Одеме.

## Состав кантона с 1 января 2019 года
В состав кантона входят коммуны (население по данным Национального института статистики за 2018 г.):
- Апвиль-Аннебо (1 003 чел.)
- Бонвиль-Апто (260 чел.)
- Брето (609 чел.)
- Гло-сюр-Риль (596 чел.)
- Ильвиль-сюр-Монфор (874 чел.)
- Кампиньи (1 168 чел.)
- Коллето (207 чел.)
- Конде-сюр-Риль (642 чел.)
- Корневиль-сюр-Риль (1 363 чел.)
- Ле-Перре (1 239 чел.)
- Ле-Прео (382 чел.)
- Манвиль-сюр-Риль (1 514 чел.)
- Монфор-сюр-Риль (767 чел.)
- Оту (335 чел.)
- Понт-Одеме (10 120 чел.)
- Понт-Оту (615 чел.)
- Сель (464 чел.)
- Сен-Мар-де-Блакарвиль (819 чел.)
- Сен-Симфорьен (489 чел.)
- Сен-Фильбер-сюр-Риль (789 чел.)
- Триквиль (330 чел.)
- Турвиль-сюр-Понт-Одеме (726 чел.)
- Тутенвиль (1 327 чел.)
- Тьервиль (371 чел.)
- Френёз-сюр-Риль (355 чел.)
- Экакелон (607 чел.)

## Политика
На президентских выборах 2022 г. жители кантона отдали в 1-м туре Марин Ле Пен 34,7 % голосов против 25,3 % у Эмманюэля Макрона и 17,2 % у Жана-Люка Меланшона; во 2-м туре в кантоне победила Ле Пен, получившая 54,3 % голосов. (2017 год. 1 тур: Марин Ле Пен – 29,9 %, Жан-Люк Меланшон – 20,4 %, Эмманюэль Макрон – 19,0 %, Франсуа Фийон – 16,5 %; 2 тур: Макрон – 52,4 %. 2012 год. 1 тур: Франсуа Олланд — 27,4 %, Николя Саркози — 24,3 %, Марин Ле Пен — 21,4 %; 2 тур: Олланд — 53,8 %. 2007 год. 1 тур: Саркози — 25,3 %, Сеголен Руаяль — 23,8 %; 2 тур: Руаяль — 51,5 %).
С 2021 года кантон в Совете департамента Эр представляют вице-мэр города Понт-Одеме Флоранс Готье (Florence Gautier) и мэр коммуны Сен-Фильбер-сюр-Риль Франсис Курель (Francis Courel) (оба – Разные левые).
|                | Кандидаты                    | Партия                   | Первый тур | Первый тур     | Второй тур | Второй тур |
| Кол-во голосов | Кандидаты                    | Партия                   | % голосов  | Кол-во голосов | % голосов  |            |
| -------------- | ---------------------------- | ------------------------ | ---------- | -------------- | ---------- | ---------- |
|                | Флоранс Готье Франсис Курель | Разные левые             | 3 495      | 55,64          | 4 524      | 71,68      |
|                | Одри Ануа Орельен Линьи      | Национальное объединение | 1 733      | 27,59          | 1 787      | 28,32      |
|                | Ив Леонар Сильви Монтье      | Левый блок               | 1 053      | 16,76          |            |            |

|                | Кандидаты                     | Партия             | Первый тур | Первый тур     | Второй тур | Второй тур |
| Кол-во голосов | Кандидаты                     | Партия             | % голосов  | Кол-во голосов | % голосов  |            |
| -------------- | ----------------------------- | ------------------ | ---------- | -------------- | ---------- | ---------- |
|                | Мари-Клер Аки Франсис Курель  | Левый блок         | 4 161      | 41,30          | 4 253      | 41,57      |
|                | Изабель Дюон Кристоф Жой      | Правый блок        | 2 997      | 29,75          | 3 323      | 32,48      |
|                | Александра Пьель Тимоте Уссен | Национальный фронт | 2 917      | 28,95          | 2 656      | 25,96      |